# Palazzo Pinelli (Nápoly)
A Palazzo Pinelli egy reneszánsz palota Nápoly óvárosában, a Decumano Inferioren. Giovanni Francesco Di Palma építette 1544-1545 között egy genovai bankár számára. A 19. században új tulajdonosa után átnevezték Palazzo Foglia-nak. Az eredeti reneszánsz épületről a Piazza San Domenico Maggiore-ra nyíló erkély, a portál, a belső udvar valamint a nyílt lépcsőház tanúskodnak.